# Libyscher Grenzzaun

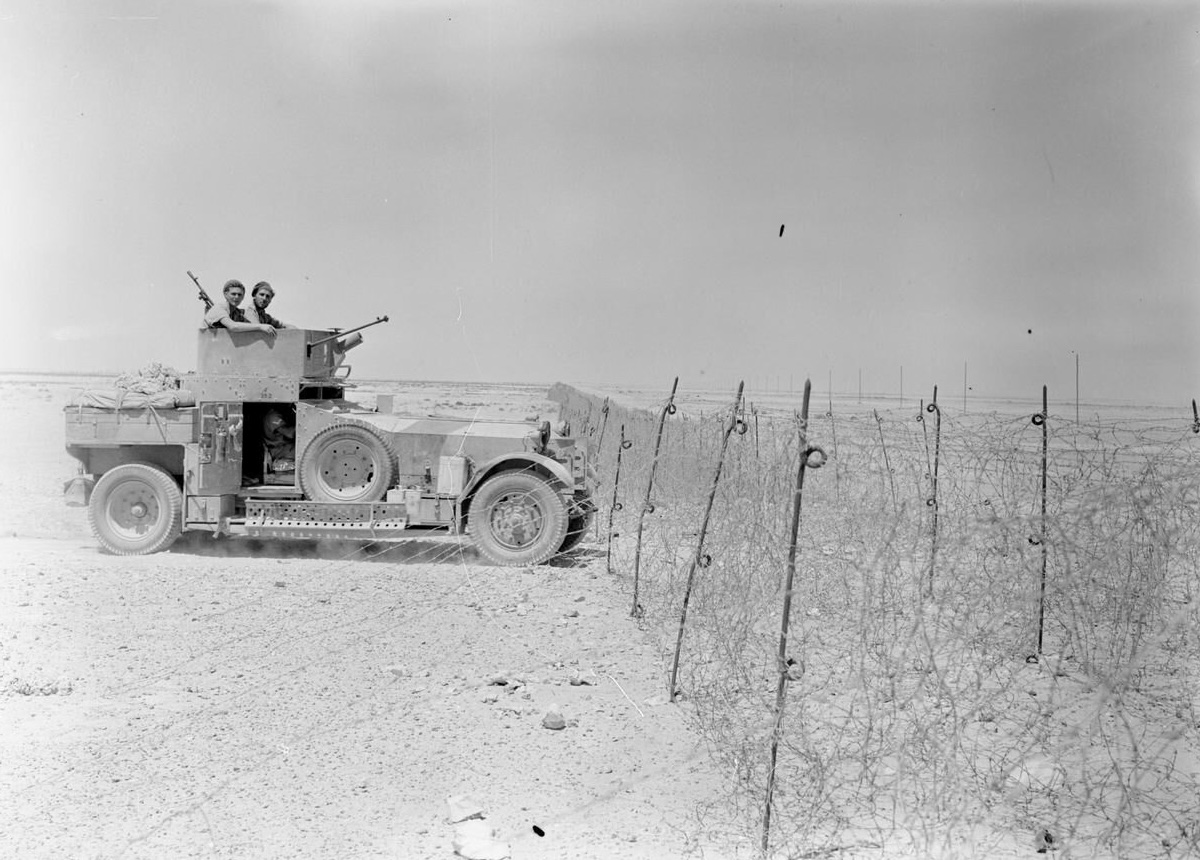
Ein britisches Militärfahrzeug am Libyschen Grenzzaun, 26. Juli 1940

Der „Faschistische Limes“ Grazianis.

Der Libysche Grenzzaun (auch als Faschistischer Limes bezeichnet) war ein Hindernis von 271 km Länge im italienisch besetzten Libyen. Er verlief entlang der Grenze zum britisch kontrollierten Ägypten entlang des Wadi Jaghbub. Der Grenzzaun wurde von den Italienern während des Zweiten Italienisch-Libyschen Krieges (1922–1932) als Verteidigungssystem gegen die aufständische Senussi-Bevölkerung errichtet, die während ihres Widerstands gegen die italienischen Kolonialisten aus Ägypten versorgt wurde. Von der italienischen Kriegserklärung vom 10. Juni 1940 bis Ende 1942 fanden hier militärische Auseinandersetzungen zwischen italienischen, britischen und deutschen Streitkräften statt.